# Christian Bergström
Christian Bergström (n, 19 de julio de 1967) es un jugador sueco de tenis. En su carrera no ha conquistado torneos de la ATP y su mejor posición en el ranking de individuales fue el Nº32 en enero de 1992. En 1990 y 1994 llegó a cuartos de final de Wimbledon.